# Rathaus Bergen-Enkheim

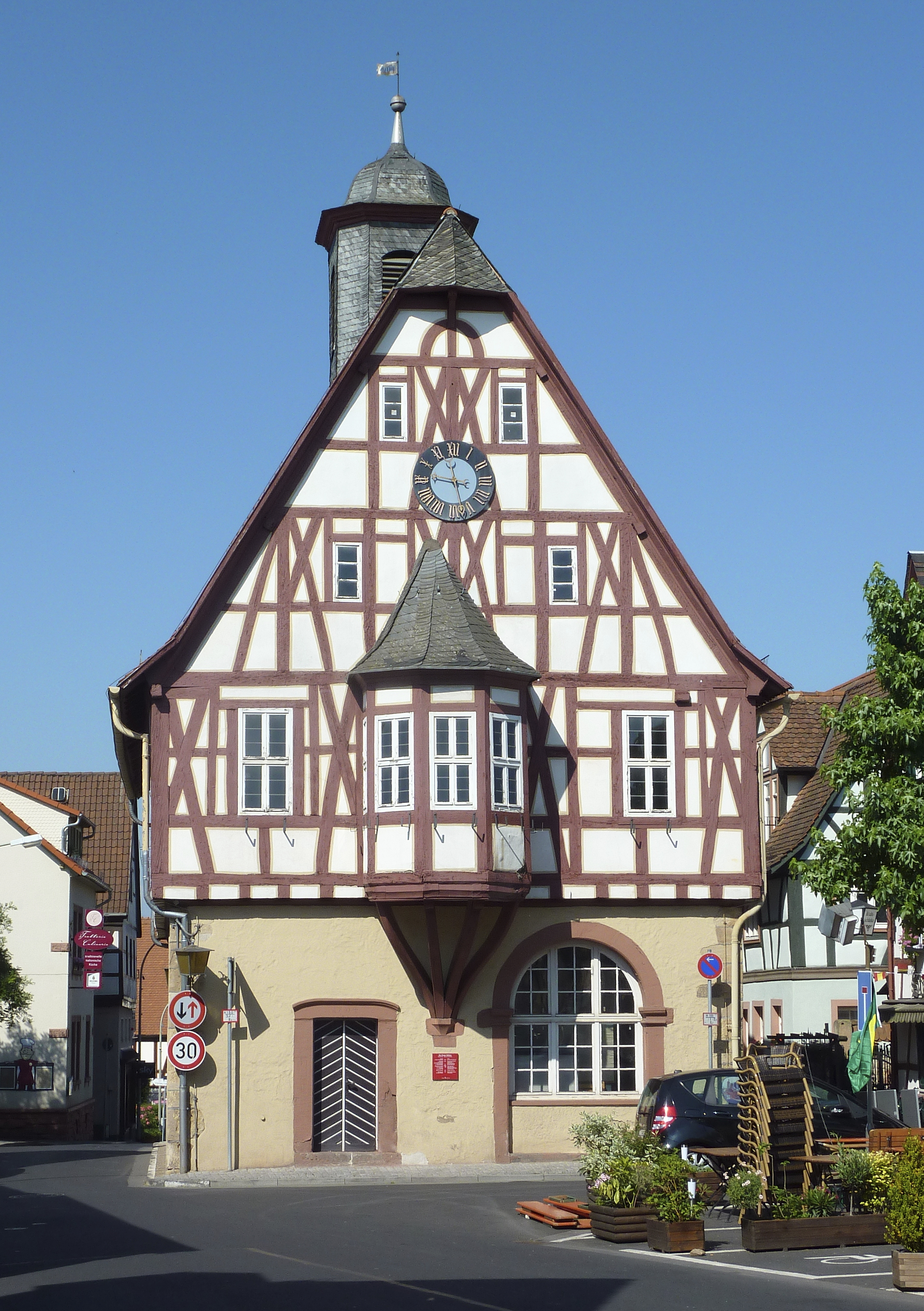
Altes Berger Rathaus, ehemals Spilhus, an der Marktstraße in Frankfurt am Main, Stadtteil Bergen-Enkheim. Im Bild die Ostfassade des Gebäudes

Das alte Berger Rathaus als öffentliches Gebäude und Baudenkmal gilt als eines der schönsten erhaltenen Fachwerkhäuser der bäuerlichen Spätrenaissance im Raum Frankfurt am Main. Es beherbergt heute das Heimatmuseum Bergen-Enkheim und ist ein Wahrzeichen der ehemals eigenständigen Ortschaft Bergen und späteren Frankfurter Stadtteils Bergen-Enkheim. Das Gebäude steht unmittelbar an der Marktstraße, der Hauptdurchgangsstraße des Ortsteiles im historischen Ortskern Bergens und ist umgeben von weiteren Fachwerkhäusern.

## Geschichte

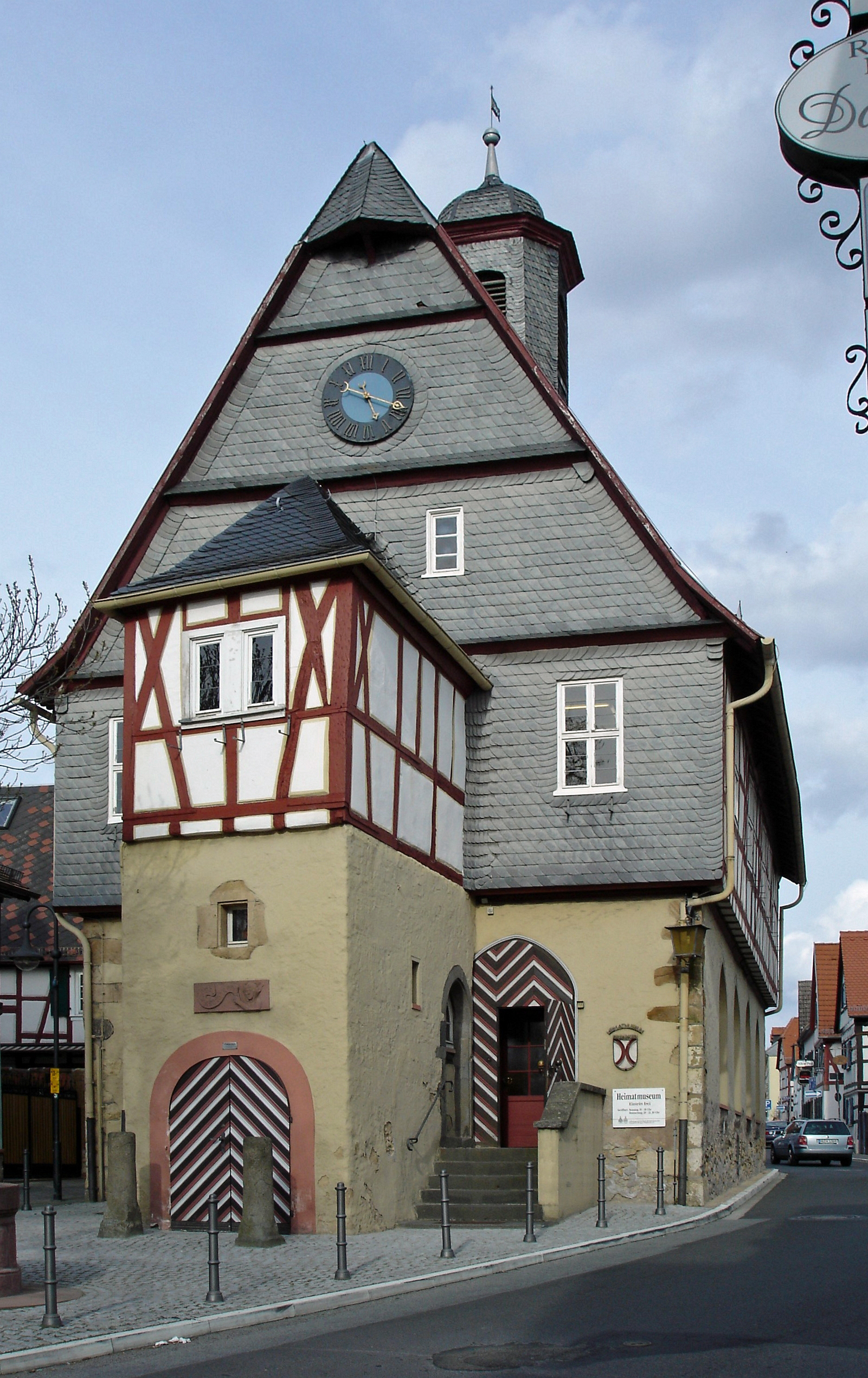
Die der Stadt Frankfurt und Seckbach zugewandte Westfassade des Rathauses mit dem Eingang zum Heimatmuseum (rechtes Portal)

Die Ortschaft Bergen wurde erstmals am 16. August 1057 in einer Urkunde von Heinrich IV. erwähnt. Bergen und Enkheim finden bereits im 13. Jahrhundert als Ortsverbund Erwähnung. Das so genannte Spilhus (Spielhaus) und spätere Rathaus ist daher gemeinsame Historie der Ortsteile Bergen und Enkheim.
Das heutige Erdgeschoss des Rathauses wurde ab dem Jahr 1300 im Stil der Gotik als Spilhus mit offener Halle und hohem Dach errichtet und diente Bergen und Enkheim um 1320 als Markt- und Gerichtsplatz. Es war direkt an der damaligen Ortsgrenze erbaut worden. Die Fenster der heutigen Rückfront dienten als Schießscharten in Richtung Frankfurt am Main. Nach dem Bau von Befestigungsmauern entfiel jedoch diese Funktion des Spilhus. Das Untertor übernahm fortan diese Aufgabe.
Bergen besaß das Stapelrecht beziehungsweise Niederlagsrecht (lat. Ius emporii, eigentlich das Marktrecht im Sinne von Verkaufsrecht). Es beinhaltete, dass durchreisende Händler ihre mitgeführten Waren für einen bestimmten Zeitraum abladen, den Berger Bürgern anbieten und verkaufen mussten. Diesem Zweck diente die offene Markthalle im Spilhus.
Am Treppenturm an der rückwärtigen Fassade befindet sich die Nachbildung eines spätgotischen Kopfreliefs aus dem Jahr 1479, ein so genannter Fratzenstein, dessen Original im Heimatmuseum aufbewahrt wird.
Im Jahr 1484 wurde Bergen Gerichtsort. Im Zuge dessen wurde für das Gericht mehr Raum benötigt. Man entschied sich, das Spilhus aufzustocken. Das alte hohe Dach wurde zuvor abgetragen. Im Jahre 1507 wurde ein neuer Dachstuhl errichtet.
Die oberen Etagen des Gebäudes entstanden zwischen 1520 und 1530 im Stil der Spätrenaissance. An der westlich gelegenen Außenseite wurde ein Turmbau angefügt, der das Treppenhaus aufnahm. Für den Zugang war ein zweiflügeliges Holztor mit Diagonalstreben vorgesehen.
Die Balken des Fachwerks des Berger Rathauses wurden ursprünglich mit einer Lauge aus dem Serum von Ochsenblut, Sumpfkalk, Eisenoxid (Hämatit) und Leinöl (Rezepturbeispiel) bestrichen und bekamen dadurch eine intensive rot-braune Färbung. Diese Farbe wurde von Bauern traditionell für Holzdielenböden und Fachwerkbalken verwendet und war kostensparend.
Über eine Treppe gelangte man in die erste Etage, die zur Straße hin über einen kleinen Vorbau verfügte. Dessen Fenster dienten dem Gemeindediener zum Ausrufen von Neuigkeiten und amtlichen Bekanntmachungen. Diese verkündete er allerdings auch bei seinem Gang durch das Dorf, nachdem er mittels einer Schelle auf sich aufmerksam gemacht hatte. Der ebenfalls in der ersten Etage befindliche Große Saal war vermutlich den Ratsversammlungen und Sitzungen des Gerichts der Gemeinde Bergen vorbehalten.
Ein Dachreiter mit einer Laterne wurde im Jahr 1704 im Stil des Barock aufgesetzt.
Am 30. Mai sowie am 5. September 1942 wurde von hier insgesamt 28 jüdische Kinder, Frauen und Männer zusammen getrieben und vom Bahnhof Frankfurt-Mainkur deportiert.
Die Rückfront der oberen Etagen auf der Westseite und der Dachreiter sind heute verschiefert. Seit dem Jahr 1959 ist das Heimatmuseum Bergen-Enkheim im Rathaus untergebracht. Bergen-Enkheim erhielt am 31. August 1968 die Stadtrechte. Die Eingemeindung nach Frankfurt am Main erfolgte am 1. Januar 1977.

## Dachstuhlsanierung
Seit Anfang 2012 ist das Museum ab der ersten Etage zur umfangreichen Sanierung und Renovierung des Dachstuhls und der Geschossdecke für Besucher gesperrt. Die zuvor dort befindlichen Exponate und Einbauten wurden dazu ausgelagert.

## Verkehrsanbindung

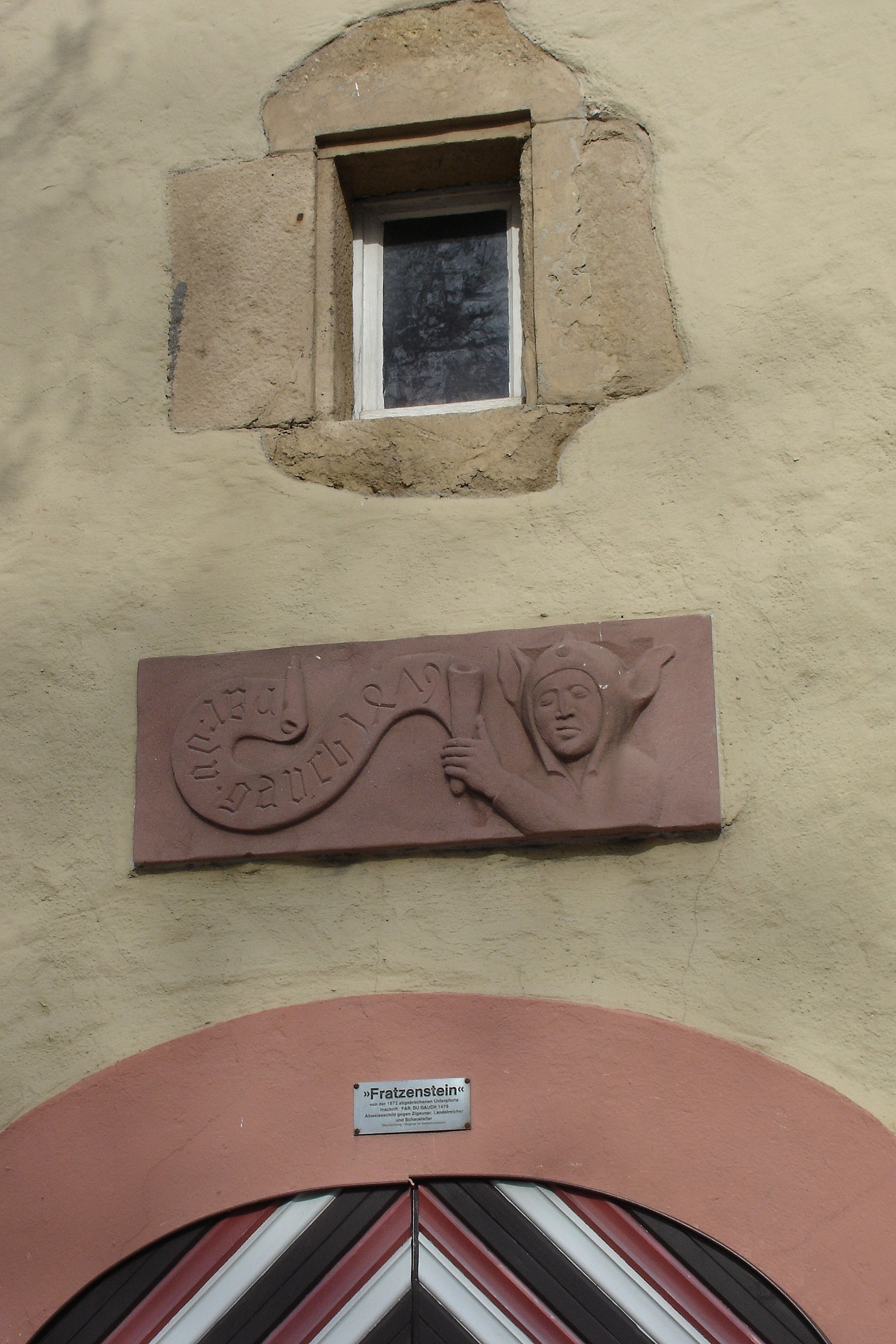
Kopie des im Original erhaltenen Fratzensteines von 1479, angebracht über dem Treppenhaus-Portal an der Westseite des Gebäudes

Mit dem öffentlichen Personennahverkehr (ÖPNV) kann das Alte Berger Rathaus bzw. das Heimatmuseum Bergen-Enkheim mit den RMV-Buslinien 42 und 43 erreicht werden. Die Haltestelle Heimatmuseum Bergen-Enkheim liegt in unmittelbarer Nähe des Gebäudes. Ebenfalls in der Nähe – im Landgraben – befindet sich eine Haltestelle der Buslinie 551 (Bad Vilbel – Ffm – Offenbach – Gravenbruch). Parkplätze für den motorisierten Individualverkehr sind an der nahegelegenen Stadthalle zu finden.